# Tilža socken
Tilža socken (lettiska: Tilžas pagasts) är ett administrativt område i Balvi kommun i Lettland.